# Maria Knilli
Pour les articles homonymes, voir Knilli.
Maria Knilli, née le 19 avril 1959 à Graz (Autriche), est une réalisatrice, scénariste, productrice et monteuse autrichienne. Elle est active dans le domaine du documentaire et du long métrage, tant pour la télévision que pour le cinéma.

## Biographie
Maria Knilli habite à Munich.

## Filmographie

### Directeur de la photographie
- 2010 : Guten Morgen, liebe Kinder - Die ersten drei Jahre in der Waldorfschule
- 2013 : Eine Brücke in die Welt - Vierte bis sechste Klasse in der Waldorfschule
- 2017 : Auf meinem Weg - Siebte und achte Klasse in der Waldorfschule

### Réalisatrice
- 1981 : Fehlanzeige
- 1982 : Spätvorstellung
- 1984 : Lieber Karl
- 1989 : Falschmünzer der Weltgeschichte - Umberto Eco und das Foucaultsche Pendel
- 1989 : Follow Me
- 1991 : Tatort
- 1997 : Police 110
- 1997 : Verbrechen, die Geschichte machten
- 2010 : Guten Morgen, liebe Kinder - Die ersten drei Jahre in der Waldorfschule
- 2013 : Eine Brücke in die Welt - Vierte bis sechste Klasse in der Waldorfschule
- 2017 : Auf meinem Weg - Siebte und achte Klasse in der Waldorfschule

### Scénariste
- 1981 : Fehlanzeige
- 1982 : Spätvorstellung
- 1984 : Lieber Karl
- 1989 : Follow Me
- 1997 : Verbrechen, die Geschichte machten
- 2010 : Guten Morgen, liebe Kinder - Die ersten drei Jahre in der Waldorfschule
- 2013 : Eine Brücke in die Welt - Vierte bis sechste Klasse in der Waldorfschule
- 2017 : Auf meinem Weg - Siebte und achte Klasse in der Waldorfschule

### Monteuse
- 1981 : Fehlanzeige
- 1982 : Spätvorstellung
- 1984 : Lieber Karl
- 1989 : Falschmünzer der Weltgeschichte - Umberto Eco und das Foucaultsche Pendel
- 1989 : Follow Me

### Productrice
- 2010 : Guten Morgen, liebe Kinder - Die ersten drei Jahre in der Waldorfschule
- 2013 : Eine Brücke in die Welt - Vierte bis sechste Klasse in der Waldorfschule
- 2017 : Auf meinem Weg - Siebte und achte Klasse in der Waldorfschule

### Ingénieur du son
- 2013 : Eine Brücke in die Welt - Vierte bis sechste Klasse in der Waldorfschule

## Récompenses et distinctions
- (en) Maria Knilli: Awards, sur l'Internet Movie Database